# Edvard-Grieg-Museum Troldhaugen

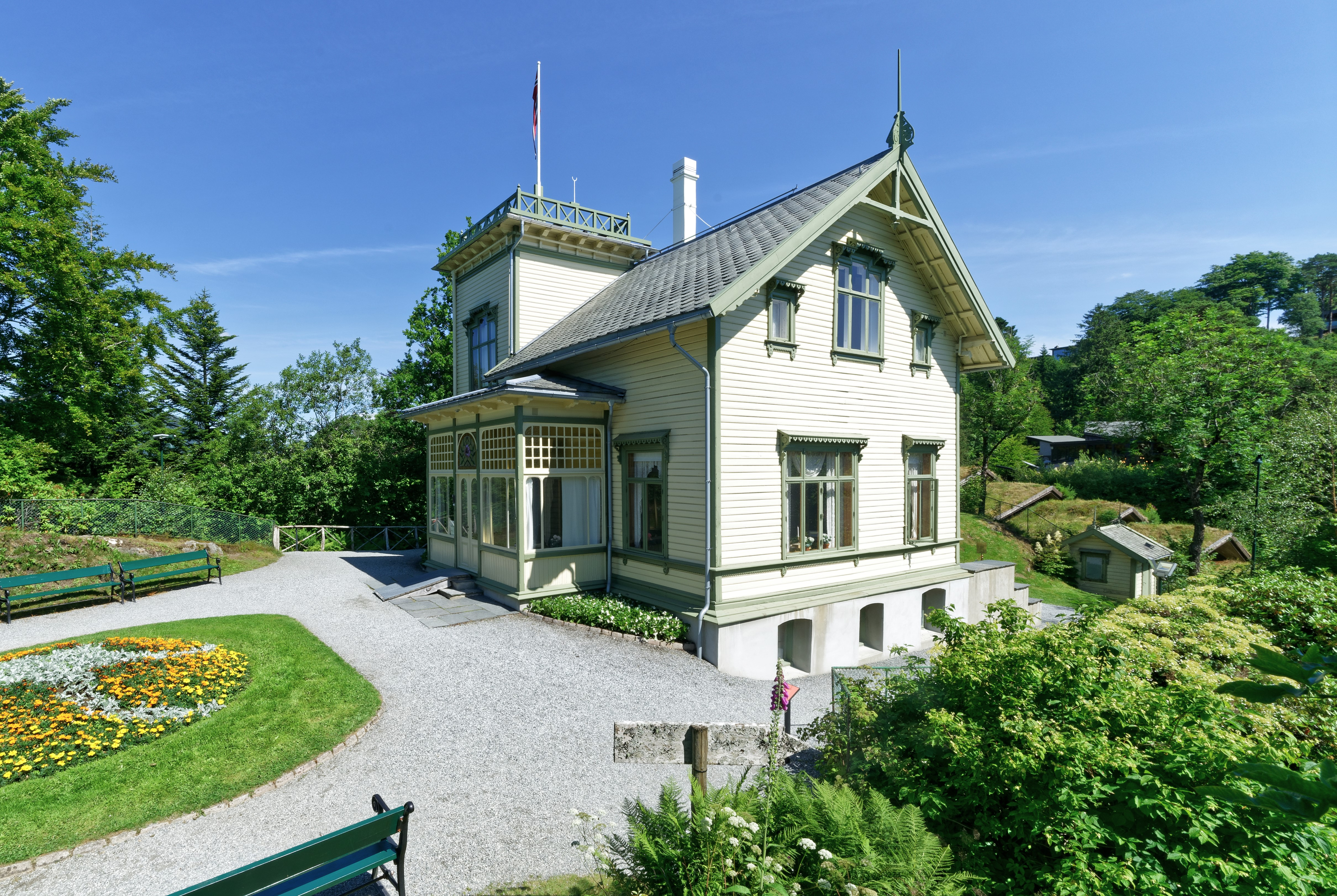
Troldhaugen in Bergen

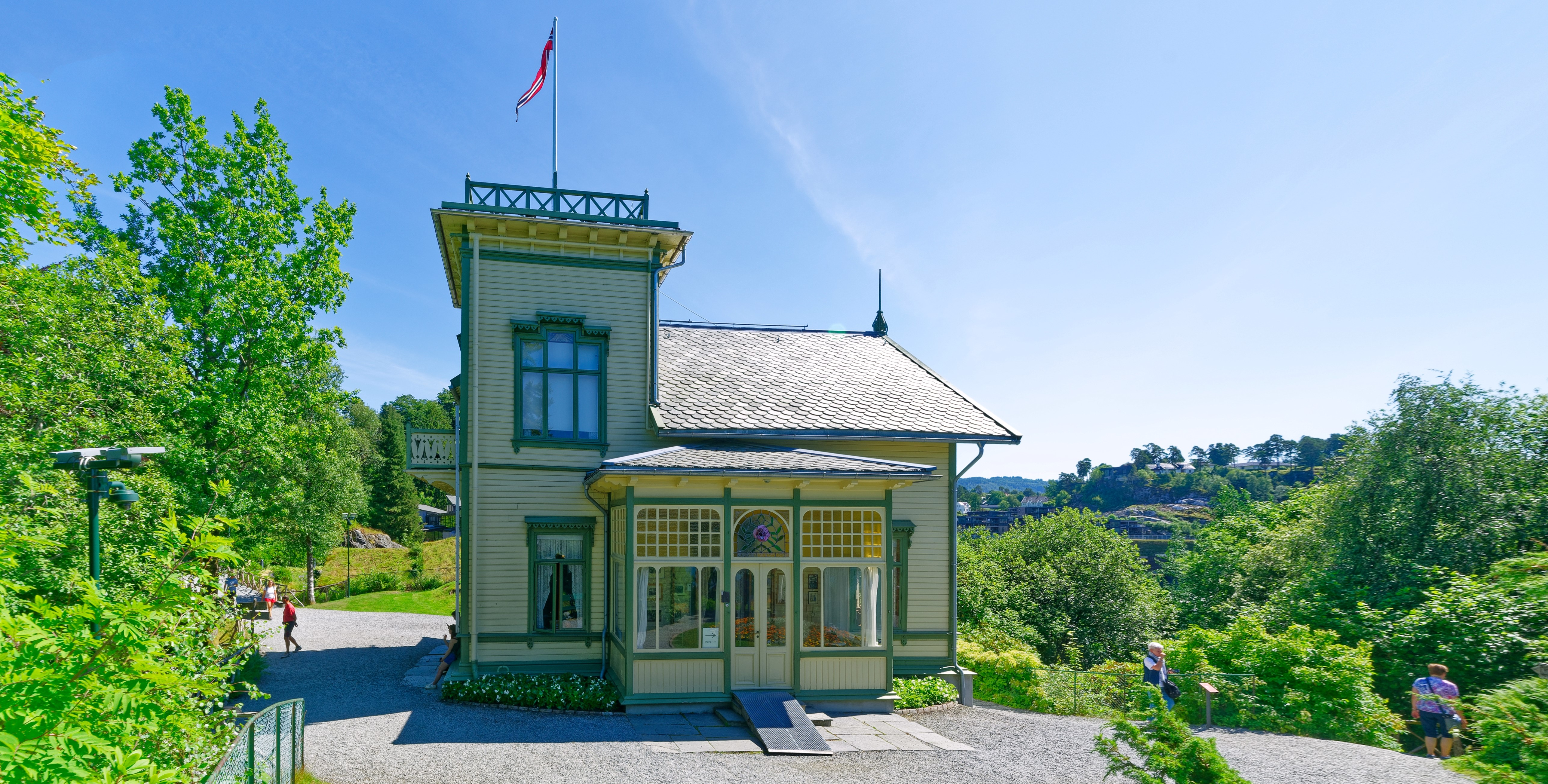
Rückseite von Troldhaugen

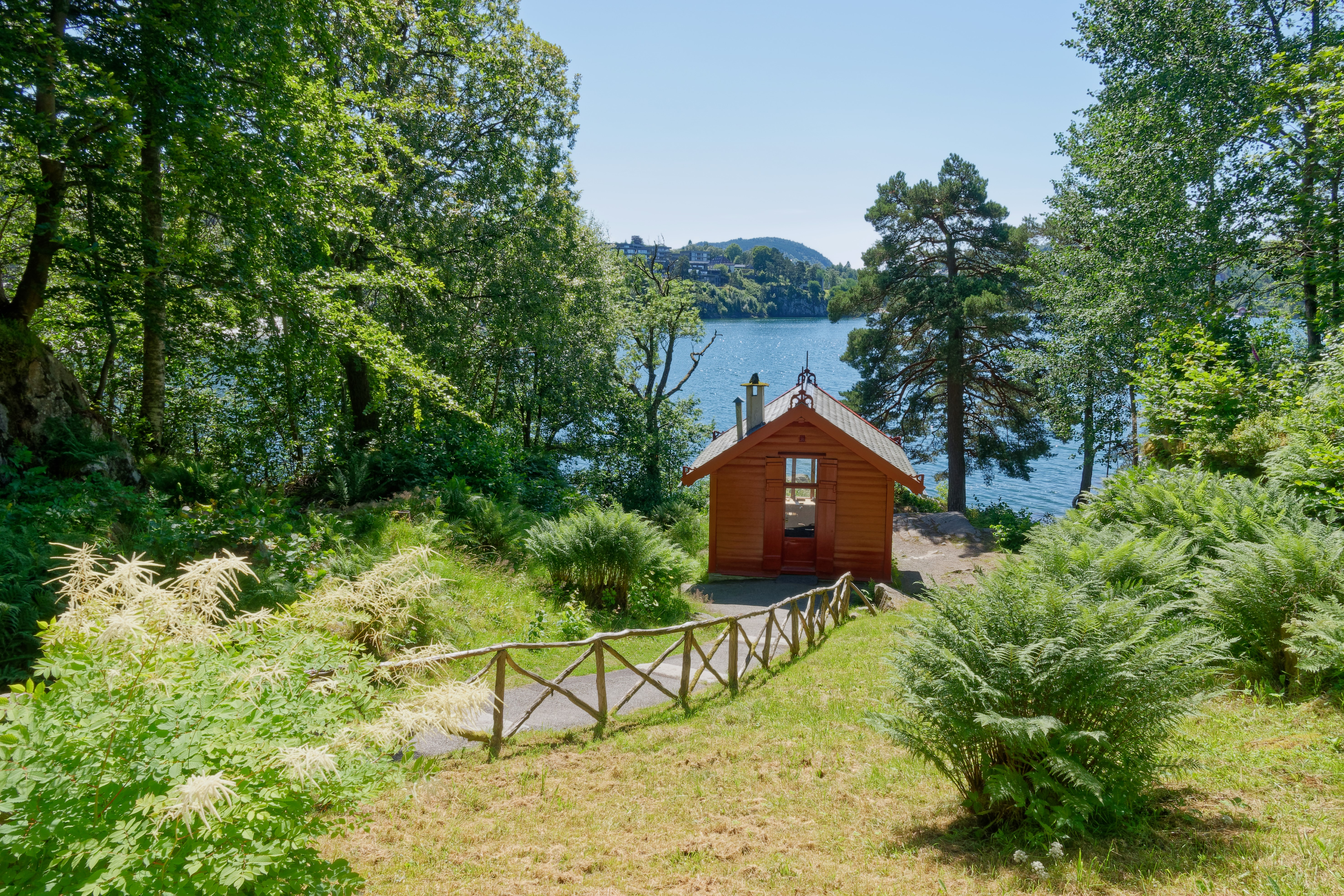
Kompositionshütte am Fjord.

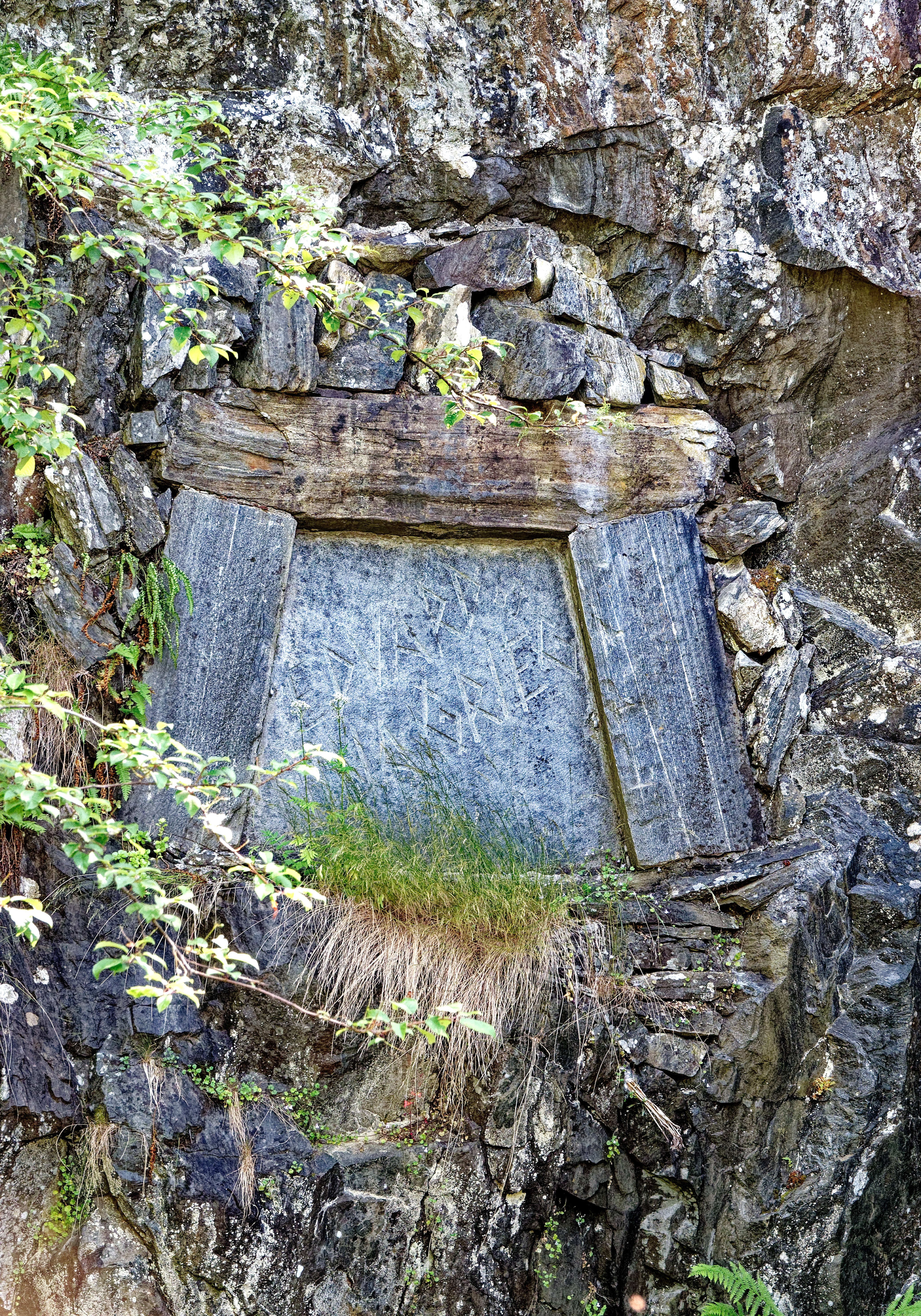
Das Grab von Edvard und Nina Grieg

Troldhaugen ist der Name des Hauses des norwegischen Komponisten Edvard Grieg und dessen Frau Nina. Es liegt in Hop im Stadtteil Fana im Süden beider Heimatstadt Bergen am Ufer des Nordåsvannet. Sie lebten dort von 1885 bis zu seinem Tode im Jahre 1907. Ihrer beiden sterblichen Überreste ruhen im Inneren eines Berggrabes in der Nähe des Hauses. Das Haus und seine Umgebung sind seit 1928 das Edvard Grieg Museum Troldhaugen.
Edvard Grieg nannte das Gebäude mitt beste opus hittil („mein bestes Werk bisher“), obwohl es von seinem Cousin, dem Architekten Schak August Steenberg Bull, entworfen worden war. Der Name setzt sich zusammen aus norwegisch trold „Troll“ und haug „Hügel“ (sowie dem Artikel -en). Grieg gab dem Haus diesen Namen in Anlehnung an die Bezeichnung Trolddalen „das Tal der Trolle“, mit der die Einheimischen ein nahe gelegenes Tal versehen hatten.
Oberhalb von Edvard Griegs Komponistenhütte, die in diesem Tal – dicht am Wasser – liegt, wurde im Jahre 1985 ein Kammermusiksaal namens Troldsalen erbaut. Zu dem Museum gehört außerdem ein Museumsbau von 1995.
Edvard Grieg verewigte den Namen seines Hauses in einem seiner lyrischen Klavierstücke mit dem Titel Bryllupsdag på Troldhaugen („Hochzeitstag auf Troldhaugen“; Opus 65, Nr. 6).

Im Haus von Edvard und Nina Grieg
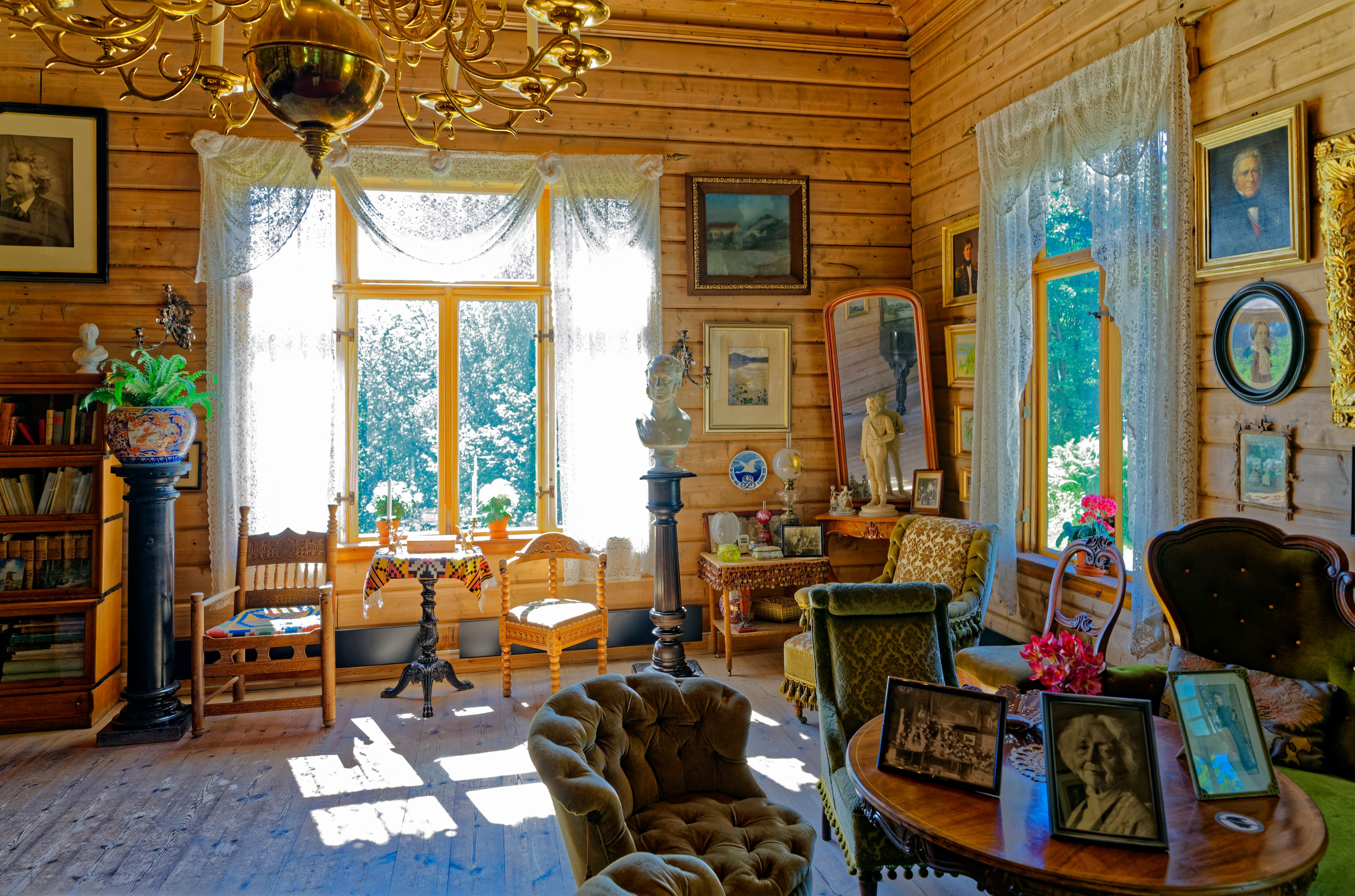
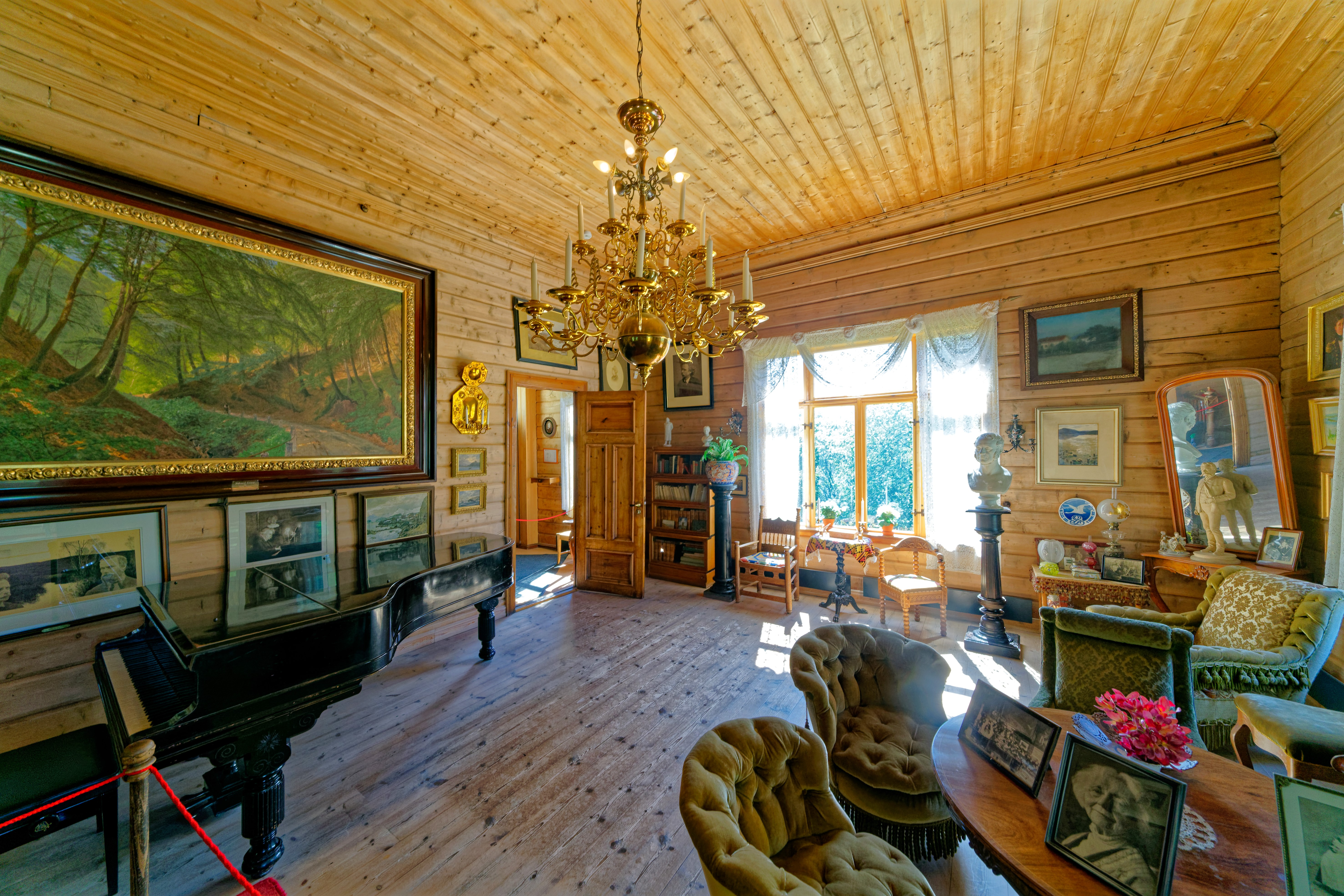
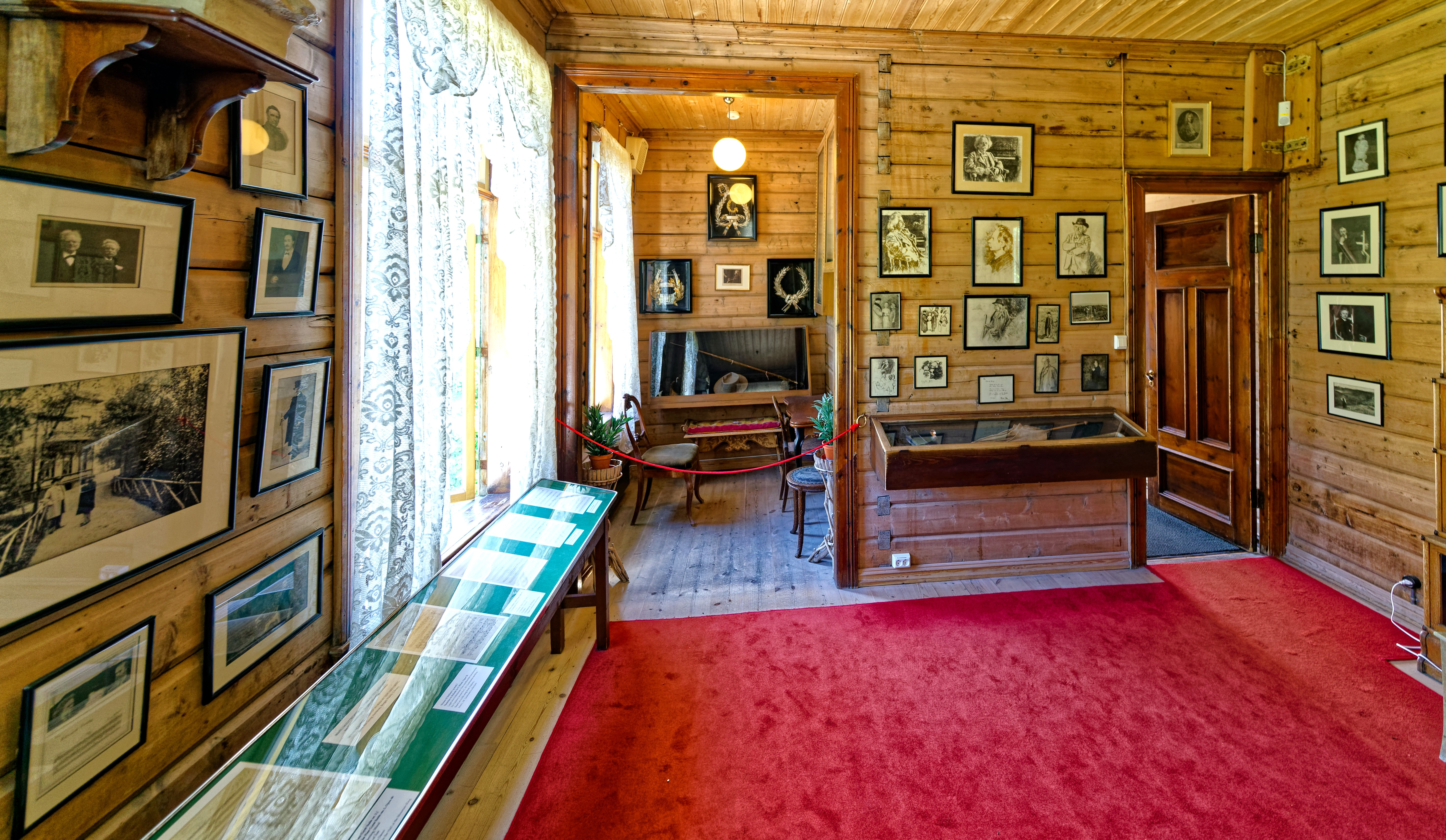
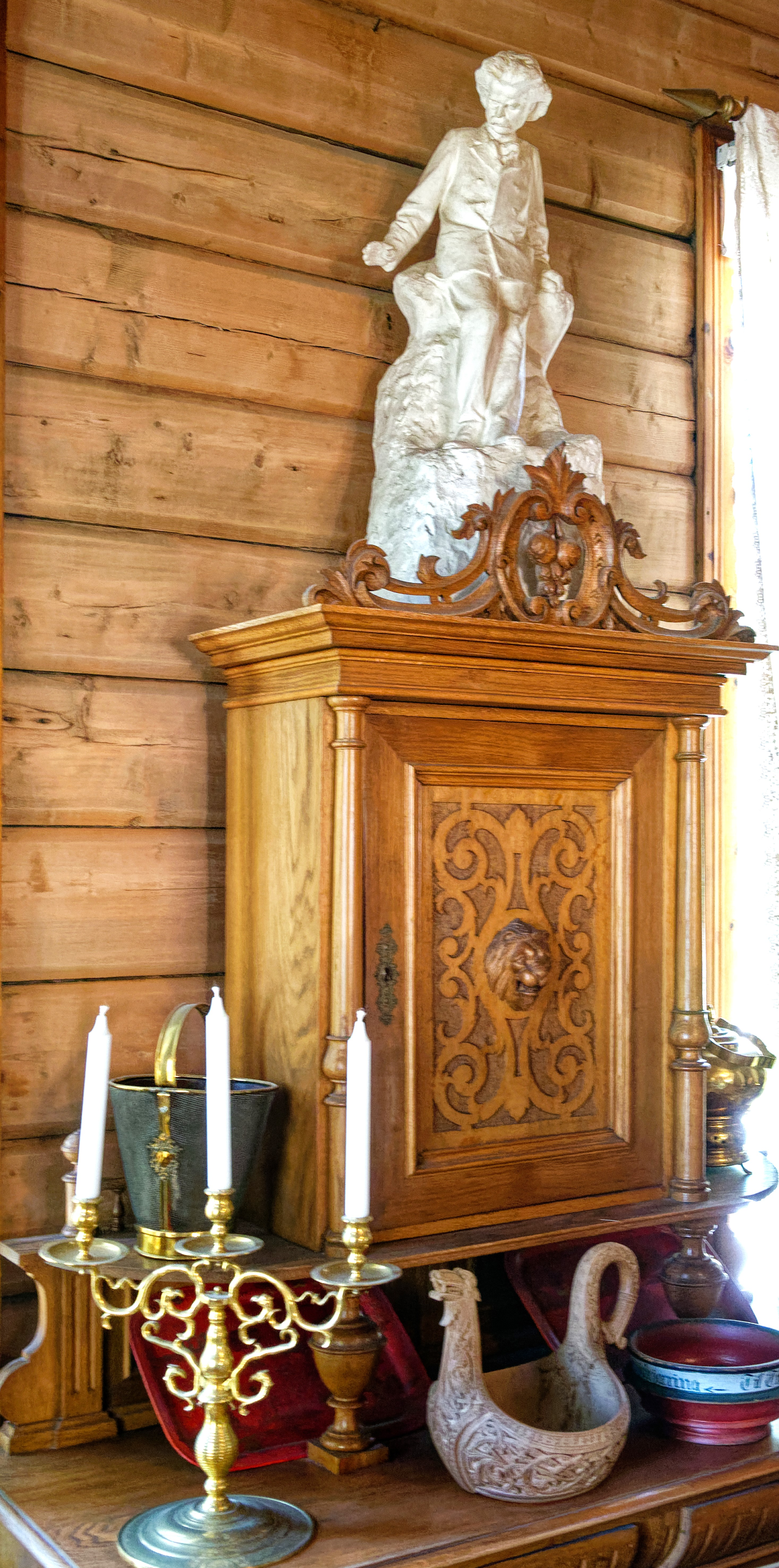